# Cerocala scapulosa
Cerocala scapulosa är en fjärilsart som beskrevs av Lucas 1850. Cerocala scapulosa ingår i släktet Cerocala och familjen nattflyn. Inga underarter finns listade i Catalogue of Life.